# كاترين دوسكا
كاترين دوسكا (باليونانية: Κατερίνα Ντούσκα)‏ (يونانية: كاترينا دوسكا ، من مواليد 6 نوفمبر 1989) مغنية وكاتبة أغاني يونانية كندية مثلت اليونان في مسابقة الأغنية الأوروبية 2019 مع أغنية "Better Love" التي تم إصدارها في 6 مارس 2019.

## روابط خارجية
- كاترين دوسكا على موقع IMDb (الإنجليزية)
- كاترين دوسكا على موقع ميوزك برينز (الإنجليزية)
- كاترين دوسكا على موقع أول ميوزيك (الإنجليزية)
- كاترين دوسكا على موقع ديسكوغز (الإنجليزية)